# Ишмухаметов, Айдар Айратович
Айда́р Айра́тович Ишмухаме́тов (баш. Айҙар Айрат улы Ишмөхәмәтов; род. 1 июля 1957, Уфа, Башкирская АССР, СССР) — советский и российский учёный, специалист в области фармации, промышленной биотехнологии, вакцинологии. Доктор медицинских наук (2001), профессор (2003), академик РАН (2022).

## Биография
Родился в семье известного физиолога, почётного академика АН Республики Башкортостан, профессора Айрата Исмагиловича Ишмухаметова.
В 1980 году окончил Первый Московский государственный медицинский университет имени И. М. Сеченова, остался работать там же, в 2001 году стал заведующим лабораторией. В 1985 году защищает кандидатскую диссертацию, в 2001 году — докторскую диссертацию, в 2002 году становится доцентом кафедры организации управления в сфере обращения лекарственных средств, в следующем году — профессором.
В 2013 году назначен директором ФГУП "Предприятие по производству бактерийных и вирусных препаратов Института полиомиелита и вирусных энцефалитов им. М.П. Чумакова РАМН". В 2016 году возглавил  Федеральный научный центр исследований и разработки иммунобиологических препаратов им. М.П. Чумакова РАН, созданный на базе ФГУП «ПИПВЭ им.  М.П. Чумакова» (Предприятие) и  ФГБУ «ИПВЭ им. М.П. Чумакова» (Институт).
Вошёл в состав внештатных участников консультативной группы экспертов Всемирной организации здравоохранения (ВОЗ) по формированию комплекса международных требований к качеству, безопасности и эффективности вакцин.

## Научная деятельность
Автор более 250 научных работ и статей. В сферу научных интересов входит разработка и внедрение в промышленное производство иммунобиологических препаратов. 
Под его руководством создан пакет информационно-аналитических систем, отражающих актуальное состояние отечественной фармацевтической отрасли: Единая информационно-поисковая система органов Госконтроля Министерства здравоохранения РФ, организовано составление и издание Государственного реестра лекарственных средств. Реализован проект по переводу на русский язык и анализу информационных массивов фармакопейных комитетов стран Европейского Союза и США, которые легли в основу Фармакопеи РФ. Инициировал международные проекты по гармонизации фармацевтических рынков и нормативно-правовой документации стран СНГ.     
Разработал и, став генеральным директором Федерального научного центра, внедрил концепцию научно-производственного комплекса, настояв на воссоединении научно-исследовательских и производственных активов, входящих ныне в состав Федерального научного центра исследований и разработки иммунобиологических препаратов им. М.П. Чумакова РАН, что позволило восстановить цепочки взаимодействия между научными исследованиями, разработками и производством иммунобиологических препаратов.
За время работы в Федеральном научном центре исследований и разработки иммунобиологических препаратов им. М. П. Чумакова РАН, под его руководством были разработаны и внедрены в производство Оральная полиомиелитная вакцина БиВак полио (1 и 3 серотип полио вируса), Моновак (2 серотип полиовируса) и КовиВак (инактивированная вакцина против новой коронавирусной инфекции SARS-CoV-2) 
Разработана промышленная технология ряда вакцин, проходящих регистрацию: вакцина против клещевого энцефалита «Эвервак» с применением перевиваемых культур клеток млекопитающих, новая инактивированная трёхвалентная полиомиелитная вакцина на основе штаммов Сэбина (С-ИПВ), вакцина для профилактики геморрагической лихорадки с почечным синдромом.
Руководит проведением исследований Центра в области структурной вирусологии в содружестве с международным проектом мега-сайнс XFEL (рентгеновским лазером на свободных электронах, г. Гамбург, ФРГ), поисковыми исследованиями в области малых химических молекул с противовирусной активностью, разработкой новых технологических вакцинных платформ (на вирусоподобных частицах), а также лекарственных средств, использующих онколитические свойства вирусов.

## Награды и премии
Диплом лауреата премии Правительства Российской Федерации в области науки и техники за разработку технологии и промышленное производство вакцин против полиомиелита, обеспечение эпидемиологической безопасности страны (распоряжение Правительства РФ от 28 октября 2024 года № 3026-р) 
Медаль «За содействие» Государственная фельдъегерская служба Российской Федерации (Приказ №67-п от 15 марта 2024 г.) 
Юбилейная медаль «300 лет Российской академии наук» от 8 февраля 2024 г.
Благодарность от Премьер-Министра Республики Татарстан Песопшина А.В. за многолетний плодотворный труд, значительный вклад в развитие здравоохранение, 2023 г.
Благодарственное письмо от Депутата Государственной Думы Соловьева С.А. за большой личный вклад в укрепления здоровья населения, участие в создании и производстве вакцины против возбудителя коронавирусной инфекции, обеспечение импортонезависимости на ранке вакцин, высокий профессионализм и многолетний добросовестный труд, 2023 г.
Благодарность от Ректора 1-го Московского государственного медицинского университета им. И.М. Сеченова (Сеченовский Университет) Глыбычко П.В. за личный вклад в развитие Университета и совершенствование научно-преподавательской и медицинской деятельности (Приказ №К-4204 от 24 августа 2022 г.)
Орден Пирогова за активное участие в разработке и производстве вакцины против возбудителя коронавирусной инфекции (COVID-19) Указ Президента Российской Федерации от 15.07.2022 №456 «О награждении государственными наградами Российской Федерации».
Почетная грамота от Президента Российской Академии Наук Сергеева А.М. «За добросовестный труд на благо медицинской науки в области фармации, промышленной биотехнологии, вакцинологии, достижение высоких результатов в научно-организационной деятельности, подготовку научных кадров высшей квалификации и в связи с юбилеем (Распоряжение №10105-654 от 22 июня 2022 г.)
Медаль «За вклад в реализацию государственной политики в области научно-технического развития» Министерство науки и высшего образования Российской Федерации (Приказ № 1473 к/н от 17 сентября 2021 г.)
Благодарность от Министра науки и высшего образования Фалькова В.Н. за самоотверженный труд, проявленный при исполнении профессионального долга в период распространения коронавирусной инфекции COVID-19 (Приказ №48 к/п от 18.03.2021 г.)
Благодарность от Председателя Совета Федерации Федерального Собрания РФ Матвиенко В.И. за большой вклад в развитие российской науки от 25.06.2021 г.
Почетная грамота от Президента Российской Академии Наук Сергеева А.М. за добросовестный труд, высокий профессионализм и большой личный вклад в борьбу с коронавирусной инфекцией (Covid-19) (Распоряжение РАН №10105-583 от 15.07.2020 г.)     
Благодарность от Первого заместителя Председателя Правительства Российской Федерации, председателя организационного комитета по подготовке и проведению Петербургского международного экономического форума А.Р. Белоусова за многолетнее сотрудничество и личный вклад в подготовку и проведение ежегодного Петербургского международного экономического форума в честь 25-летнего юбилейного мероприятия
Благодарственное письмо от ВРИО генерального директора ФГУП «ИМЦЭУ АОСМП» Росздравнадзора Сомова Д.В. за ответственный подход и значительный вклад в работу и развитие модуля «Личный кабинет заявителя» Интегрированной информационной лабораторной системы
Благодарность от Первого Заместителя руководителя Администрации Президента РФ Кириенко С.В. за активное участие в общественно-политической жизни российского общества и особый вклад в реализацию приоритетных социальных проектов.

## Образовательная деятельность
С 2017 года возглавляет кафедру организации и технологии иммунобиологических препаратов Первого МГМУ им. И.М. Сеченова.
Основной целью кафедры является подготовка высококвалифицированных кадров в области разработки и производства иммунобиологических лекарственных препаратов (ИЛП). 
Преподаватели кафедры являются признанными специалистами в различных областях науки и организации производства, что позволило разработать и реализовать уникальную магистерскую образовательную программу по направлению подготовки Биотехнология - "Разработка иммунобиологических препаратов". Данная образовательная программа отличается комплексным подходом, студенты обучаются как фундаментальным научным основам, так и технологии, а также организации процессов разработки и производства ИЛП, и в частности, противовирусных вакцин, столь актуальных на современном этапе. Преподавание в малой группе, длительные практики в подразделениях Центра им. М.П. Чумакова, в ходе которых студенты проводят научные исследования, позволяют выпускать высококвалифицированных специалистов, готовых к работе как в науке, так и на производстве. 
Кафедра подготовила программу дисциплины "Основы разработки и производства иммунобиологических лекарственных препаратов" для студентов направления подготовки Фармация и впервые реализовала её в 2021 году.  Данная дисциплина преподаётся у большого количества студентов (на курсе более 200 человек), которые в дальнейшем будут работать в широком круге организаций от аптек до производств. 
Председатель Учёного совета ФГАНУ «Федеральный научный центр исследований и разработки иммунобиологических препаратов им. М.П. Чумакова РАН» (Институт полиомиелита)
Председатель Диссертационного совета 24.1.255.01 созданного на базе ФГАНУ «Федеральный научный центр исследований и разработки иммунобиологических препаратов им. М.П. Чумакова РАН» (Институт полиомиелита) по специальности 1.5.10 – Вирусология (медицинские науки, биологические науки)
Член Международного вакцинального общества (ISV)
Женат, имеет двоих детей.
Депутат Совета депутатов поселения Московский от партии «Единая Россия».

## Некоторые работы[2]
1. Государственный реестр лекарственных средств. Перечень уникальных номеров (индексов). Официальное издание (данные по состоянию на 1 ноября 1998 г.) : монография / А. А. Ишмухаметов, А. Е. Вилькен, Р. У. Хабриев [и др.]. – Москва : Материк, 1998. – 1204 с.
2. Фарминдустрия. Справочник : монография / А. А. Ишмухаметов, Р. У. Хабриев, В. В. Ядров [и др.]. – 2-е изд., доп. – Москва : Фарос Плюс, 1998. – 752 с.
3. Лекарственные средства. Справочник для аптечных работников : монография / А. А. Ишмухаметов, М. Д. Машковский, Р. У. Хабриев [и др.]. – Москва : Ремедиум, 2006. – 1431 с.
4. Государственный информационный стандарт лекарственного средства: основные положения : монография / А. А. Ишмухаметов, В. Б. Герасимов, А. С. Румянцев [и др.]. – Москва : Минздрав РФ, 2001. –36 с.
5. Государственный реестр лекарственных средств. Типовые клинико-фармакологические статьи. Официальное издание (данные по состоянию на 1 апреля 2010 г.) : монография : в 2 томах. Том 1 / А. А. Ишмухаметов, Н. В. Юргель, С. В. Буданов [и др.]. – Москва : Ремедиум, 2010. – 1497 с.
6. Современные вакцины: технологии разработки и области применения : монография / А. А. Ишмухаметов, Е. А. Ткаченко, П. М. Чумаков [и др.]. – Москва : ГРУППА РЕМЕДИУМ, 2017. – 344 с.
7. Валидация в производстве лекарственных средств : монография / А. А. Ишмухаметов, Н. В. Пятигорская, В. В. Беляев [и др.] ; под редакцией В. В. Береговых. – Москва : ГРУППА РЕМЕДИУМ, 2019. – 328 с.
8. Фармацевтический маркетинг. Учебник для вузов : учебник / А. А. Ишмухаметов, А. Ю. Юданов, Е. А. Вольская, М. Н. Денисова. – Москва : Ремедиум, 2006. – 589 с.
9. Фармацевтический маркетинг. Учебник для вузов : учебник / А. А. Ишмухаметов, А. Ю. Юданов, Е. А. Вольская, М. Н. Денисова. – 2-е изд. – Москва : Ремедиум, 2008.
10. Доклиническое изучение лекарственных средств (промышленная фармация) : учебник / под редакцией А. Л. Хохлова, Н. В. Пятигорской ; А. А. Ишмухаметов, В. В. Береговых, Н. Н. Вольхин, Т. А. Гуськова. – Москва : ГРУППА РЕМЕДИУМ, 2021. – 400 с.

### Избранные статьи
1. Life-Threatening Sochi Virus Infections, Russia / A. A. Ishmukhametov, D. H. Kruger, P. Heinemann [et al.]. – DOI 10.3201/eid2112.150891 // Emerging Infectious Diseases. – 2015. – Vol. 21, no. 12. – P. 2204–2208.
2. Hemorrhagic Fever with Renal Syndrome, Russia / A. A. Ishmukhametov, E. A. Tkachenko, T. K. Dzagurova [et al.] // Emerging Infectious Diseases. – 2019. – Vol. 25, № 12. – P. 2325–2328.
3. Towards Effective COVID 19 Vaccines: Updates, Perspectives and Challenges (Review) / A. A. Ishmukhametov, D. Calina, A. O. Docea [et al.]. – DOI 10.3892/ijmm.2020.4596 // International Journal of Molecular Medicine. – 2020. – Vol. 46, № 1. – P. 3–16.
4. Evervac: Phase I/II Study of Immunogenicity and Safety of a New Adjuvant-Free TBE Vaccine Cultivated in Vero Cell Culture / A. A. Ishmukhametov, M. F. Vorovitch, K. G. Grishina [et al.]. – DOI 10.1080/21645515.1757990 // Human Vaccines and Immunotherapeutics. – 2020. – Vol. 16, no. 9. – P. 2123–2130.
5. Isolation and Phylogenetic Analysis of SARS-CoV-2 Variants Collected in Russia During the COVID-19 Outbreak / A. Ishmukhametov, L. Kozlovskaya, A. Piniaeva [et al.]. – DOI 10.1016/j.ijid.2020.07.024 // International Journal of Infectious Diseases. – 2020. –Vol. 99. – P. 40–46.
6. Various Adjuvants Effect on Immunogenicity of Puumala Virus Vaccine / A. A. Ishmukhametov, S. S. Kurashova, T. K. Dzagurova [et al.]. – DOI 10.3389/fcimb.2020.545371 // Frontiers in Cellular and Infection Microbiology. – 2020. – Vol. 10. – Article 545371.
7. Pre-Clinical Studies of Inactivated Polyvalent HFRS Vaccine / A. A. Ishmukhametov, T. K. Dzagurova, A. A. Siniugina [et al.]. – DOI 10.3389/fcimb.2020.545372 // Frontiers in Cellular and Infection Microbiology. – 2020. – Vol. 10. – Article 545372.
8. Ишмухаметов, А. А. Система государственного регулирования обращения биологических лекарственных препаратов в Российской Федерации в условиях единого рынка лекарственных средств Евразийского экономического союза / А. А. Ишмухаметов, М. Е. Врубель // Биофармацевтическое производство. Разработка, проектирование и внедрение производственных процессов. – 2020. – Т. 1. – Глава 4–1, С. 127–142.
9. Phenoxazine Nucleoside Derivatives with a Multiple Activity against RNA and DNA Viruses / A. A. Ishmukhametov, L. I. Kozlovskaya, V. P. Volok [et al.]. – DOI 10.1016/j.ejmech.2021.113467 // European Journal of Medicinal Chemistry. – 2021. – Vol. 220. – Article 113467.
10. EGCG as an anti-SARS-CoV-2 agent: Preventive versus therapeutic potential against original and mutant virus / A. Ismukhametov, V. Tsvetkov, A. Varizhuk [et al.]. – DOI 10.1016/j.biochi.2021.08.003 // Biochimie. – 2021. – Vol. 191. – P. 27–32.
11. Immunogenicity and safety of inactivated sabin-strain polio vaccine “poliovacsin”: Clinical trials phase I and II / A. Ishmukhametov, A. Piniaeva, G. Ignatyev [et al.]. – DOI 10.3390/vaccines9060565 // Vaccines (Basel). – 2021. – Vol. 9, no. 6. – P. 565.
12. Substitution Arg140Gly in HA/H7 attenuated highly pathogenic 2 avian influenza virus A/FPV/Rostock/34 (H7N1) / A. Ishmukhametov, A. Treshchalina, Y. Postnikova [et al.]. – DOI 10.3390/v13081584 // Viruses. – 2021. – Vol. 13, no. 8. – P. 1584.
13. Long-term humoral immunogenicity, safety and protective efficacy of inactivated vaccine against COVID-19 (CoviVac) in preclinical studies / A. A. Ishmukhametov, L. I. Kozlovskaya, A. N. Piniaeva [et al.]. – DOI 10.1080/22221751.2021.1971569 // Emerging Microbes and Infections. – 2021. – Vol. 10, no. 1. – P. 1790–1806.
14. Peptide Inhibitors of the Interaction of the SARS-CoV-2 Receptor-Binding Domain with the ACE2 Cell Receptor / Ishmukhametov AA, Bibilashvili RS, Sidorova MV [et al.]. - DOI 10.1134/S199075082104003X // Biochem Mosc Suppl B Biomed Chem. – 2021. - 15(4) – Р. 274-280.
15. Structural characterization of β-propiolactone inactivated severe acute respiratory syndrome coronavirus 2 (SARS-CoV-2) particles. / Ishmukhametov AA, Bagrov DV, Glukhov GS, Moiseenko AV [et al.]. - DOI 10.1002/jemt.23931 // Microsc Res Tech. – 2022. - 85(2) -  P. 562-569.
16. SARS-CoV-2 infection in children in Moscow in 2020: clinical features and impact on circulation of other respiratory viruses. / Ishmukhametov AA, Yakovlev AS, Belyaletdinova IK, Mazankova LN [et al.]. - DOI 10.1016/j.ijid.2021.12.358 // Int J Infect Dis. 2022: S1201-9712(21)01216-9.
17. Pre-Steady-State Kinetics of the SARS-CoV-2 Main Protease as a Powerful Tool for Antiviral Drug Discovery / Ishmukhametov AA, Zakharova MY, Kuznetsova AA, Uvarova VI [et al.]. - DOI: 10.3389/fphar.2021.773198 // Front Pharmacol. 2021;12:773198.
18. Preliminary Structural Study of Inactivated Yellow Fever VirusPichkur, E.B., Samygina, V.R. Ivanova, A.L., Fedotov, A.Y., Ivanov, A.P., Khvatov, E.V., Ishmukhametov, A.A.c Vorovich, M.F. Crystallography Reports. Volume 65, Issue 6, Pages 915-921. November 2020.
19. Towards effective COVID‑19 vaccines: Updates, perspectives and challenges.Calina, D.,  Docea, A.O.,  Petrakis, D.,  Egorov, A.M.,  Ishmukhametov, A.A.,  Gabibov, A.G.,  Shtilman, M.I.,  Kostoff, R.,  Carvalho, F.,  Vinceti, M.,  Spandidos, D.A.,  Tsatsakis, A. International journal of molecular medicine Volume 46, Issue 1, 1 July 2020, Pages 3-16.